# 172505 Kimberlyespy
172505 Kimberlyespy este o planetă minoră (asteroid) din centura de asteroizi. A fost descoperită pe 22 septembrie 2003 la Goodricke-Pigott Observatory⁠(d) de Vishnu Reddy⁠(d). 
Obiectul prezintă o orbită caracterizată de o semiaxă mare de 2,2812519863036 UAi, o excentricitate de 0,17156182177935, o înclinație de 6,1658694353655 ° în raport cu ecliptica.